# Ealhfrith (Deira)

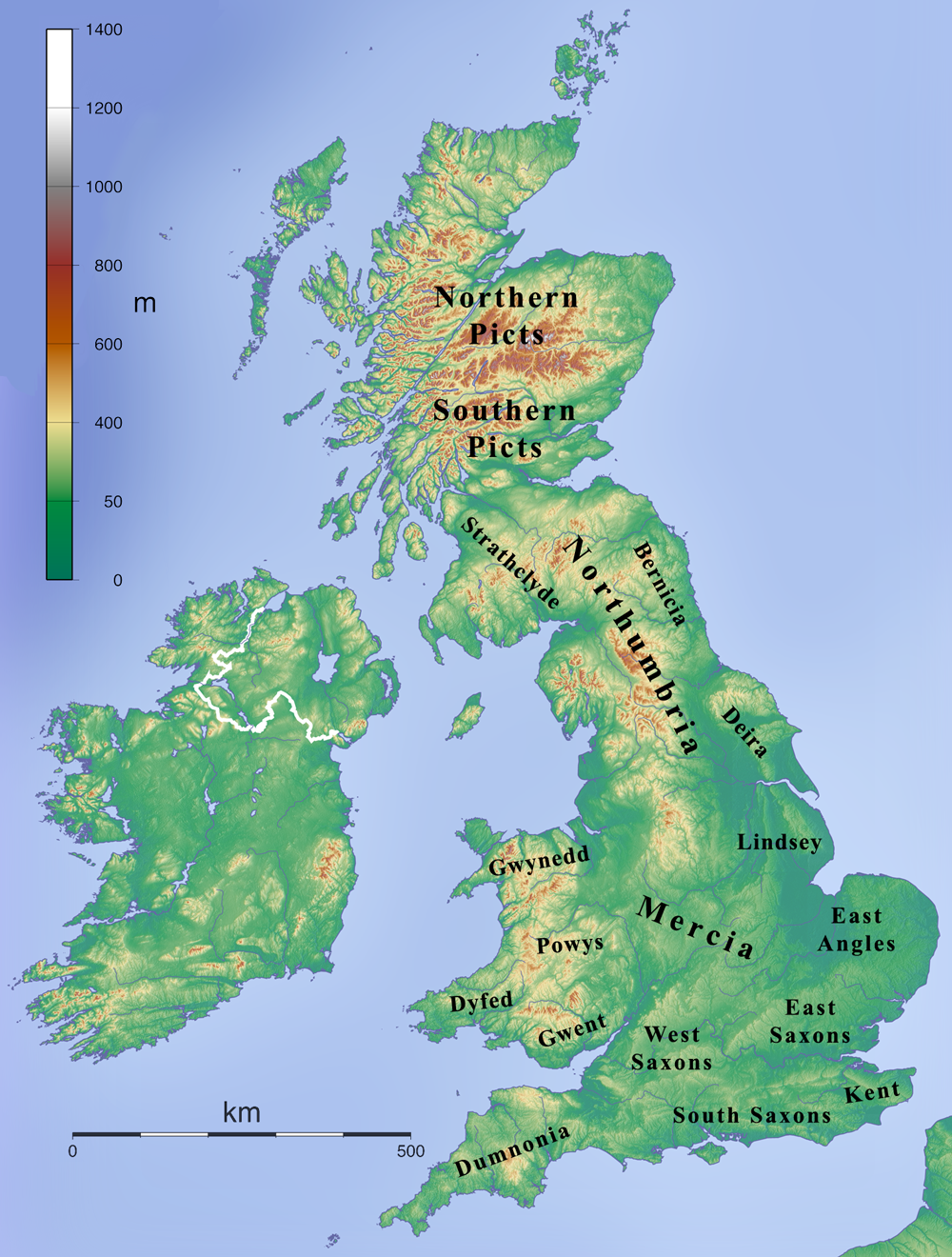
England zur Zeit Ealhfriths

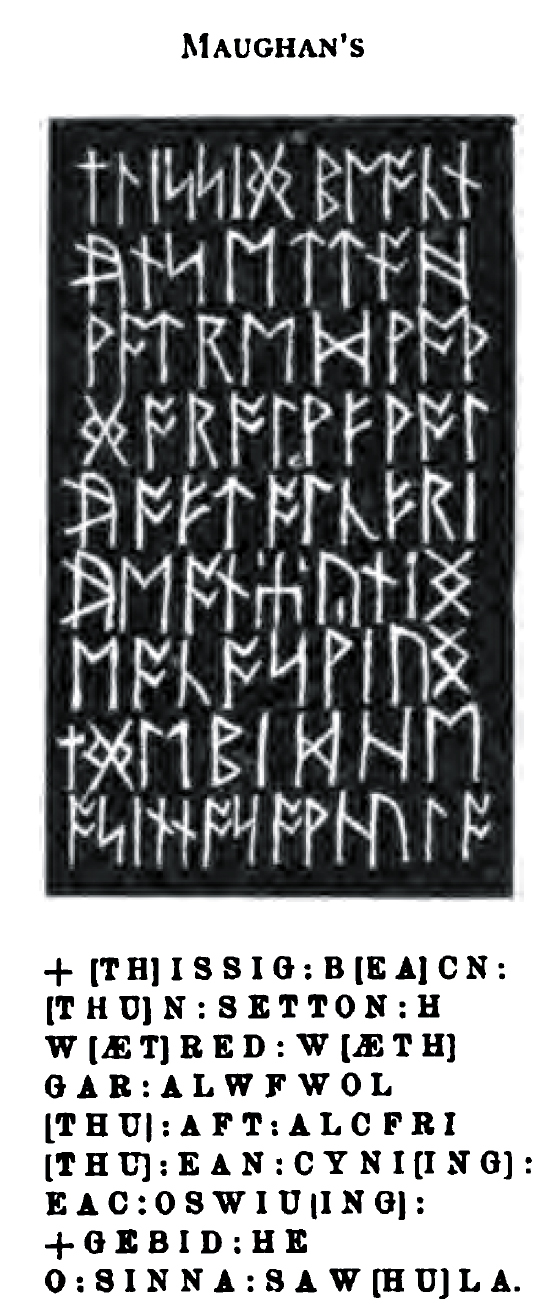
Inschrift des Kreuzes von Bewcastle

Ealhfrith (auch Alhfrith, Alchfrith, Alchfrid, Alchfridus, Alchfrithus, Alhfrithus etc.; * um 635; † nach 664) war von 655 bis 664 Unterkönig des angelsächsischen Königreiches Deira.

## Leben

### Familie und Jugend
Ealhfrith war ein Sohn des Königs Oswiu von Northumbria. Seine Mutter war möglicherweise dessen erste Frau Fina, Tochter des Colman Rimid oder wahrscheinlicher Rhianmellt aus Rheged, eine Tochter des Royth, Oswius zweite Frau.
Oswiu versuchte seine politischen Probleme mit Mercia durch Heiratspolitik zu lösen: Seinen Sohn Ealhfrith verheiratete er in den 550er Jahren mit Cyneburg, einer Tochter des Königs Penda von Mercia. Nachkommen Ealhfrith’ sind nicht bekannt. Seine Schwester Ealhflæd wurde um das Jahr 653 mit Peada, dem König der Mittelangeln und Sohn Pendas, an dessen Bekehrung zum Christentum Ealhfrith großen Anteil hatte, verheiratet.

### Herrschaft
Trotz der verwandtschaftlichen Verbindung durch die Heiratspolitik kam es zwischen Oswiu und Penda 655 zum Krieg: Penda und Æthelhere, der subregulus (Unterkönig) von East Anglia, fielen plündernd in Bernicia ein und drängten Oswiu zunächst bis nach Schottland zurück. Oswiu versprach hohe Tributzahlungen, wenn Penda das Land verließe, doch jener lehnte ab. Oswiu und sein Sohn Ealhfrith stellten sich Penda mit deutlich geringeren Truppen entgegen. Auch Oswius Neffe Æthelwald (651–655) von Deira und der walisische König Cadfael ap Cynfeddw von Gwynedd waren Verbündete von Mercia, verließen aber das Heer offenbar vor der entscheidenden Schlacht von Winwaed bei Loidis (Leeds) am 15. November. In dieser Schlacht fielen sowohl Penda als auch Æthelhere. Vermutlich wollte Æthelwald durch dieses Manöver die Gunst Oswius zurückgewinnen, doch setzte dieser ihn offenbar ab. Æthelwald verschwand darauf aus den Quellen. Oswiu vereinigte Bernicia und Deira wieder zum Königreich Northumbria, indem Deira künftig nur noch ein Unterkönigreich darstellte, welches von seinem Sohn Ealhfrith als subregulus regiert wurde.
Um 658 gründete Ealhfrith ein irisch-schottisches Kloster in Ripon. Abt Eata und Cuthbert, der erste Prior, gehörten zu den ersten Mönchen, die sich dort niederließen. Ealhfrith, der mit dem irisch-schottischen Ritus aufgewachsen war, kam nicht nur durch seine Frau, sondern auch als Unterkönig mit den südlichen Königreichen in Kontakt, die dem römischen Ritus folgten. Zu Cenwalh (642–672/673), dem König der Gewissæ, unterhielt er freundschaftliche Beziehungen. Die gemeinsame Feindschaft zu Mercia, aber auch Verbindungen des westsächsischen Bischofs Agilbert zum northumbrischen Klerus, ermöglichte es Cenwalh auf eine Versöhnung Ealhfriths mit Bischof Wilfrid hinzuwirken.
Um 658 kam Wilfrid an den Hof Ealhfriths, der bald unter den Einfluss des charismatischen „römischen“ Kirchenmannes geriet. Um 661 wurde Ealhfrith Anhänger des römischen Ritus und übergab das Kloster Ripon an Wilfrid, der bis 665 dort Abt war. Wilfrid führte alsbald die römische Liturgie und die Regula Benedicti ein. Da er dadurch den irisch-schottischen Ritus verdrängte, wichen die irischen Mönche dem Reformer aus. Eata und Cuthbert mussten mit den anderen Anhängern des irisch-schottischen Ritus nach Melrose zurückkehren. Im Jahr 664 wurde wohl auf Ealhfriths Betreiben die Synode von Whitby einberufen. Dabei ging es ihm vermutlich weniger um die religiösen Fragen, als vielmehr um eine Schwächung der Position seines Vaters und die Stärkung seiner eigenen Macht. Oswiu und die Bischöfe Chad von York und Colman vertraten den irisch-schottischen Ritus, während Ealhfrith, Wilfrid und Bischof Agilbert die römisch-katholische Position vertraten. Strittig waren vor allem die korrekte Berechnung des Osterdatums sowie die Tonsur der Mönche. Nach der für Ealhfrith erfolgreichen Synode sandte er Wilfrid nach Gallien, um dort zum Bischof ordiniert zu werden. Es besteht Unklarheit darüber, ob er in seinem Unterkönigreich dadurch ein eigenes Bistum errichten wollte und die Lösung von der Oberherrschaft anstrebte. In den 660er Jahren plante Ealhfrith mit Benedict Biscop nach Rom zu pilgern, was ihm sein Vater Oswiu jedoch verbot. Nach Meinung einzelner Historiker handelt es sich dabei um Benedicts Reise um das Jahr 666.
Danach verschwand Ealhfrith aus den Quellen. Sein Halbbruder Ecgfrith (664–670) trat zunächst an seine Stelle als Unterkönig in Deira. Von 670 bis 685 war er König ganz Northumbrias. Es ist unwahrscheinlich, dass Ealhfrith sich in ein Kloster zurückzog, bzw. dorthin verbannt wurde, da weder Beda noch Eddius Stephanus dies auch nur andeuten. Beda erwähnte, dass Ealhfrith gegen seinen Vater Krieg führte, doch ist unbekannt, ob dies nach der Synode von Whitby war und möglicherweise zu seinem Tod führte, oder sich lange vorher ereignete. Auf einer verwitterten Gedenkinschrift des Kreuzes von Bewcastle in Cumbria, die Ealhfrith und seine Frau Cyneburg nennt, basiert die Theorie, dass er dort in der Verbannung oder in einer Schlacht gestorben sei.